# Железная дорога Ромни, Хайт и Димчерч
Железная дорога Ромни, Хайт и Димчерч — железная дорога в графстве Кент (Великобритания) с шириной колеи 381 мм. Длина линии 22 км. Путь проходит через посёлки Димчерч, Сент-Мэрис-Бей, Нью-Ромни и Ромни-Сендс. Высота крыши пассажирских вагонов такова, что взрослый человек среднего роста может войти внутрь вагона только согнувшись, а в пути находиться на сидячем месте. Высота крыши локомотивов аналогичная.
Проектировщиками являлись миллионеры-гонщики Хови и Зборовский. Первый участок дороги связал Хайт и Нью-Ромни, но был продлён до Данджнесса. Во время Второй мировой войны дорога подвергалась бомбардировкам, но по ней курсировал бронепоезд с целью патрулирования местности.